# Понятовски, Мишель
Мишель Понятовски (фр. Michel Poniatowski; 16 мая 1922, Париж, Франция — 15 января 2002, Ле-Руре, департамент Приморские Альпы, Франция) — французский государственный деятель, министр внутренних дел Франции (1974—1977).

## Биография
Происходит из рода последнего короля Польши Станислава Августа Понятовского и наполеоновского маршала Юзефа Понятовского, был пра-праправнуком композитора, князя Юзефа Михаила Понятовского и сыном принца Шарля Казимира Понятовского. По отцовской линии его род восходил к Талейрану.
В годы Второй мировой войны служил в первом парашютном батальоне; после её окончания окончил Национальную школу администрации.
Начал свою карьеру в Марокко, затем был финансовым атташе в Вашингтоне (1956).
Являлся начальником канцелярии премьер-министра Пьера Пфлимлена. С 1959 по 1962 гг. — государственный секретарь в министерстве финансов Валери Жискар д’Эстена. В 1963—1967 гг. — директор департамента страхования министерства финансов.
С 1967 по 1973 гг. избирался в Национальное собрание Франции от Валь-д’Уаза, являясь секретарём Национальной федерации независимых республиканцев, в 1975 г. возглавил эту организацию. В 1971 г. был избран мэром коммуны Л’Иль-Адам.
В 1973—1974 гг. занимал пост министра здравоохранения и социального обеспечения в двух последних правительствах Пьера Мессмера.
Считается главным организатором победы Валери Жискар д’Эстена на президентских выборах 1974 г.
22 октября 1974 г. сделал скандальное заявление для англо-американской печати, в котором охарактеризовал Французскую коммунистическую партию (ФКП) как «тоталитарную фашиствующую партию». После победы д’Эстена был назначен министром внутренних дел Франции (1974—1977). Был сторонником жёсткой линии в отношении террористов, придерживался формулы «терроризировать террористов», в августе 1975 г. послал армию, включая танки, чтобы обуздать корсиканских националистов во главе с Эдмоном Симеони, что привело к эскалации волны насилия на острове. Был убеждённым сторонником применения смертной казни.
После провала «правых» на муниципальных выборах в марте 1977 г. подал в отставку и с тех пор находился на вторых политических ролях; до 1981 г. являлся личным представителем Президента Франции.
В 1978 г. участвовал в создании Союза за французскую демократию и был избран его почётным президентом.
В сентябре 1983 г. вновь сделал скандальное заявление, заявив, что фашистская угроза во Франции исходит не только справа, но и слева, призвав голосовать против «фашистского слева».
С 1979 по 1989 гг. являлся депутатом Европарламента, возглавлял комитет по развитию и сотрудничеству (1979—1984) и комиссию по энергетике, исследованиям и технологиям (1984).
В 1989—1995 гг. являлся членом французского Сената от Валь-У’аза. Выступал за заключение соглашений с ультраправыми на региональных выборах в 1992 г. и на парламентских выборов в 1993 г.
В 1995 г. он поддерживал качестве кандидата в президенты от «правых» Эдуара Балладюра в противовес Жаку Шираку. Три года спустя участвовал в создании партии Правые, основанной Шарлем Миньоном.
В 1999 г. он покинул пост мэра Л’Иль-Адама, который позже занял его сын, Аксель Понятовский.

## Награды и звания
Офицер ордена Почётного легиона. Был награждён Воинской медалью и Военным крестом.